# イタリア戦役 (1796-1797年)
イタリア戦役（イタリアせんえき）は、1796年から1797年にかけて、イタリア北部で行われたフランス軍とオーストリア軍の諸戦闘。多くの会戦でフランス軍はオーストリア軍を打ち破り、北イタリアの諸都市を解放し、市民から歓迎を受けた。1797年10月17日、カンポ・フォルミオで講和条約（カンポ・フォルミオ条約）が結ばれ、一連の戦闘は終結した。

## 背景
1793年12月22日、トゥーロン攻略の手柄によって師団長に昇進したナポレオン・ボナパルトは、さらに翌1794年2月にイタリア方面軍砲兵隊司令官にまで昇進した。
この当時のイタリア北部は大部分がオーストリア領であり、国境を接するフランスに脅威を与えていた。不安を除去するために、フランス軍は北イタリアへ侵攻していたが、3年間近く成果が挙がらなかった。そこで1796年3月27日、トゥーロン攻略など名声のあったナポレオンがイタリア派遣軍司令官に任命された。
派遣されたフランス軍は4万弱であり、オーストリア軍及び同盟国のサルデーニャ王国軍はそれぞれ4万、2万ほどであった。

戦いに先立ちナポレオンは
「兵士諸君、裸だ、食べ物はない。政府は諸君に何も与えてくれない。私は諸君を世界で最も肥沃な平原に連れて行く。諸君はそこで、名誉・栄光・富を得るであろう」
と鼓舞し、軍服、軍靴だけでなく、弾薬や食料をも欠く貧相な兵の士気を向上させた。

## 主戦闘
- モンテノッテの戦い
- ロディの戦い
- カスティリオーネの戦い
- アルコレの戦い
- リヴォリの戦い